# 南非工会大会
南非工会大会（英語：Congress of South African Trade Unions，缩写为COSATU）是目前南非最大的全国性工会联合会。该组织成立于1985年11月30日。
该组织与非洲人国民大会、南非共产党组成的三方联盟，自1994年起一直在南非执政。